# Alecrim
O vegetal Rosmarinus officinalis, popularmente conhecido como alecrim, é uma erva aromática comum na região Mediterrânea, ocorrendo dos 0 a 1500 metros de altitude, preferencialmente em solos de origem calcária. Devido ao seu aroma, o qual apresenta frescor característico, os romanos designavam-no como rosmarinus, que em latim significa orvalho do mar.
Por vezes, o uso do nome alecrim pode levar à confusão com outras espécies, nomeadamente o rosmaninho, Lavandula stoechas, termo usado sobretudo no centro e sul de Portugal, que corresponde à alfazema, em outras regiões. No entanto, estas espécies de plantas, alecrim e rosmaninho, ou alfazema, pertencem a dois géneros distintos, Rosmarinus e Lavandula, respectivamente. Ao analisar as suas caractéristicas, percebem-se significativas diferenças entre as duas espécies, incluindo o aroma, formato das folhas, coloração e inserção da flor.

## Descrição

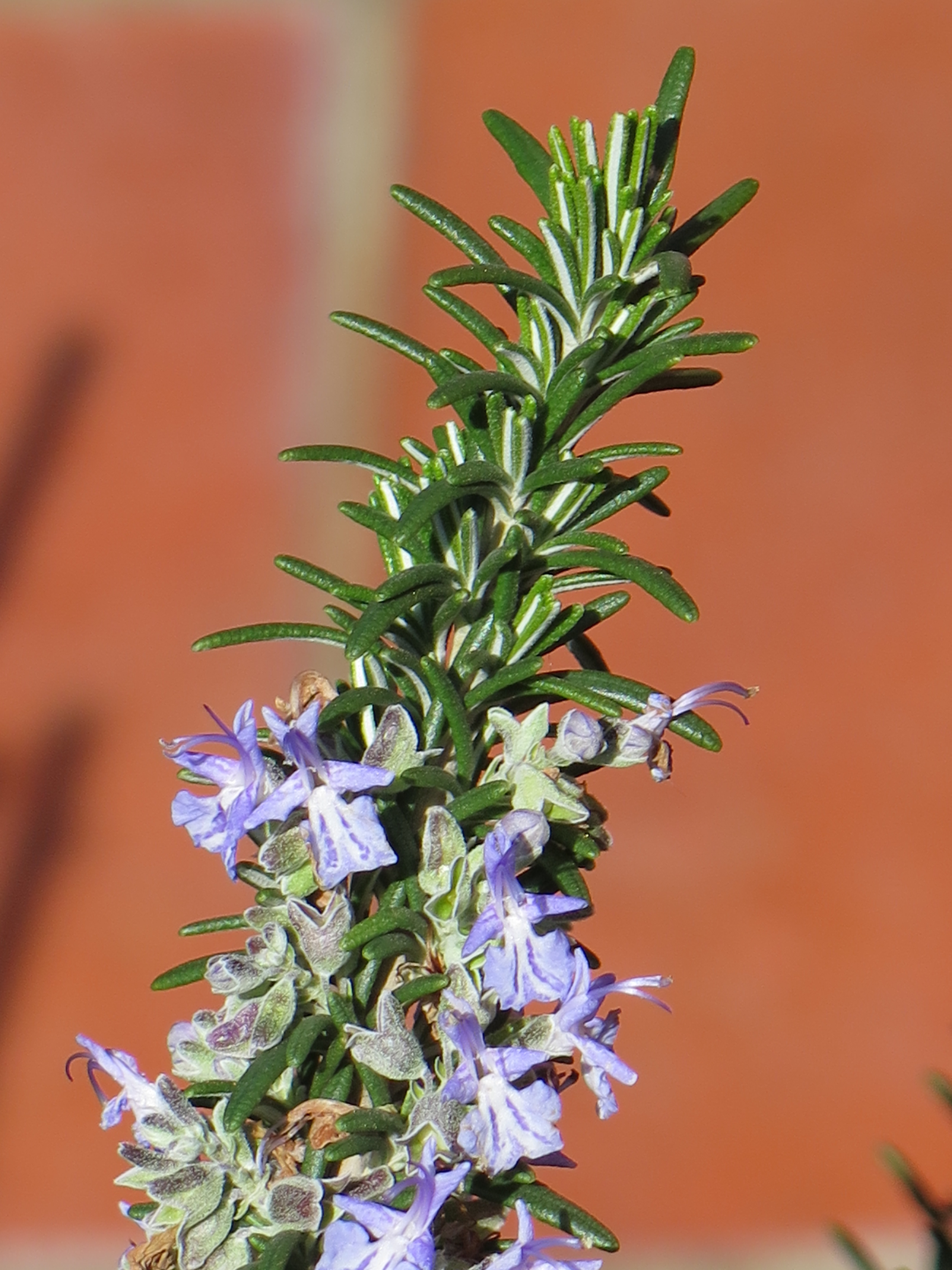
Haste de alecrim com flores.

O Alecrim consiste em um arbusto perene que alcança altura média de 1,2 metros. Apresenta estrutura muito ramificada,  sempre verde, com hastes lenhosas, folhas pequenas e finas, opostas, lanceoladas.
A parte inferior de suas folhas é de cor verde-acinzentada enquanto a superior é verde brilhante. As flores reúnem-se em espiguilhas terminais e são de cor azul ou esbranquiçada. O fruto é um aquênio. Floresce quase todo o ano e não necessita de cuidados especiais nos jardins.
Toda a planta exala um aroma forte e agradável. Utilizada com fins culinários, medicinais e religiosos, seu óleo essencial também é utilizado em perfumaria, como por exemplo, na produção da água-de-colônia, pois contém tanino, pineno, cânfora e outros princípios ativos que lhe conferem propriedades excitantes, tônicas e estimulantes.
A sua flor é muito apreciada pelas abelhas produzindo assim um mel de extrema qualidade. Há quem plante alecrim perto de apiários, para influenciar o sabor do mel.

## Cultivo
Devido à sua atratividade estética e razoável tolerância à seca, é utilizado em arquitectura paisagista, especialmente em áreas com clima mediterrânico. É considerada fácil de cultivar para jardineiros principiantes, tendo uma boa tolerância a pragas.

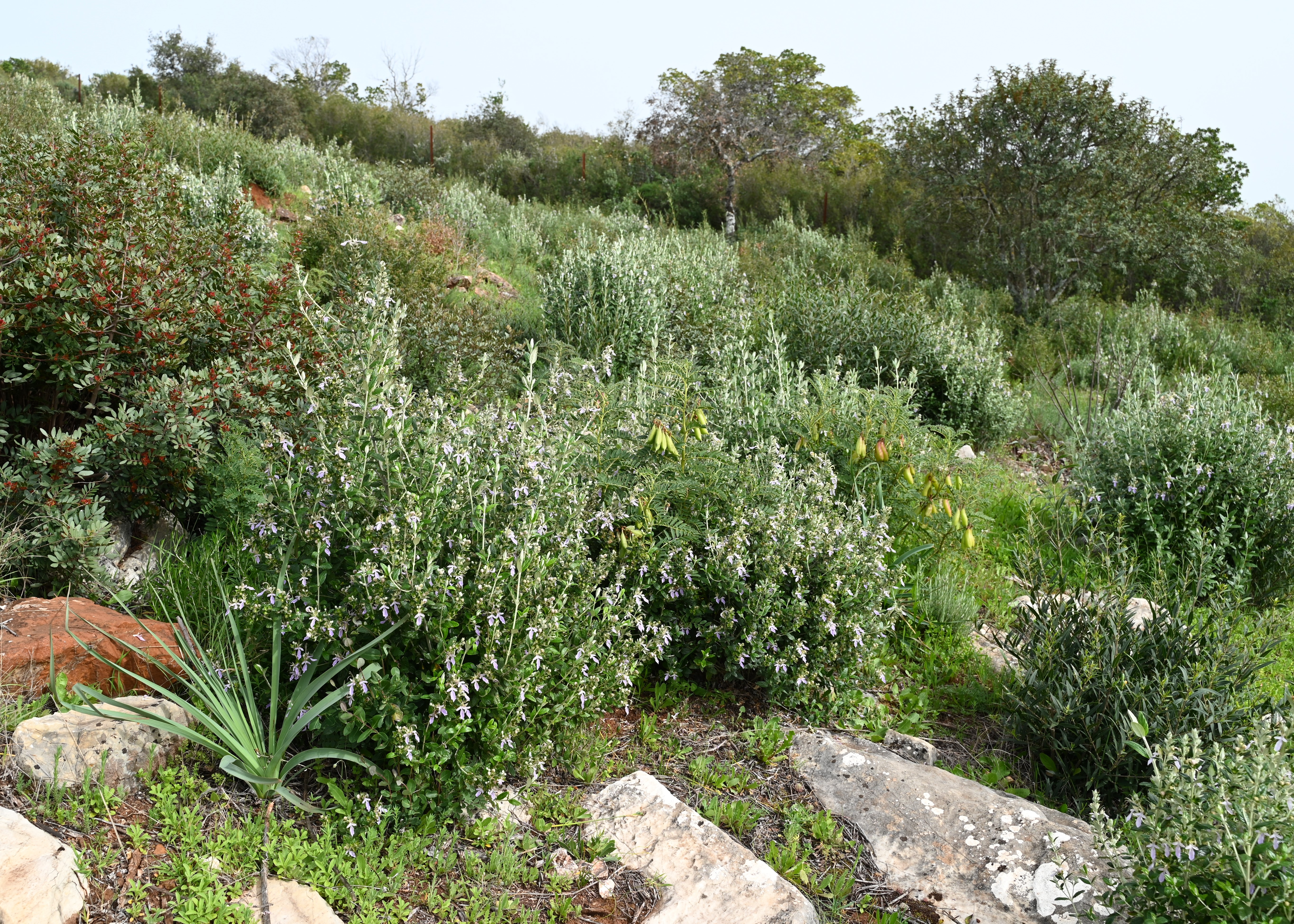
Moitas de Alecrins em meio natural, na Espanha.

O alecrim é facilmente podado em diferentes formas e tem sido utilizado em topiária. Quando cultivado em vasos, deverá ser mantido de preferência aparado, de forma a evitar o crescimento excessivo e a perda de folhas nos seus ramos interiores e inferiores, o que poderá torná-lo um arbusto sem forma e rebelde. Apesar disso, quando cultivado em jardim, o alecrim pode crescer até um tamanho considerável e continuar uma planta atraente.
Pode ser propagado a partir de uma planta já existente, através do corte de um ramo novo com cerca de 10–15 cm, retirando algumas folhas da base e plantando directamente no solo.
Várias variedades cultivares foram seleccionadas para uso em jardim. As seguintes são frequentes:
- Albus - flores brancas
- Arp - folhas verde-claro, fragrância a limão
- Aureus - folhas com pintas amarelas
- Benenden Blue - folhas estreitas, verde-azulado-escuro
- Blue Boy - anã, folhas pequenas
- Golden Rain - folhas verdes, com raios amarelos
- Irene - ramagem laxa, rastejante
- Lockwood de Forest - selecção procumbente (rastejante) de Tuscan Blue
- Ken Taylor - arbustiva
- Majorica Pink - flores cor-de-rosa
- Miss Jessop's Upright - alta, erecta
- Pinkie - flores cor-de-rosa
- Prostratus
- Pyramidalis (também conhecida como Erectus) - flores azul-pálido
- Roseus - flores cor-de-rosa
- Salem - flores azul-pálido, resistente ao frio e semelhante à Arp
- Severn Sea - baixa, espalhando-se e enraizando-se pelo solo, com ramos em arco; flores violeta profundo
- Tuscan Blue - erecta ( Erecta ).

## Plantio
Deve ser plantado, preferencialmente, na primavera ou no verão o ideal é por meio de mudas, mas pode ser plantado através de sementes neste caso a planta demora bastante tempo para se desenvolver, deve se irrigar a planta levemente apenas quando o solo estiver seco a mais de 2 cm de profundidade.

## Utilização culinária

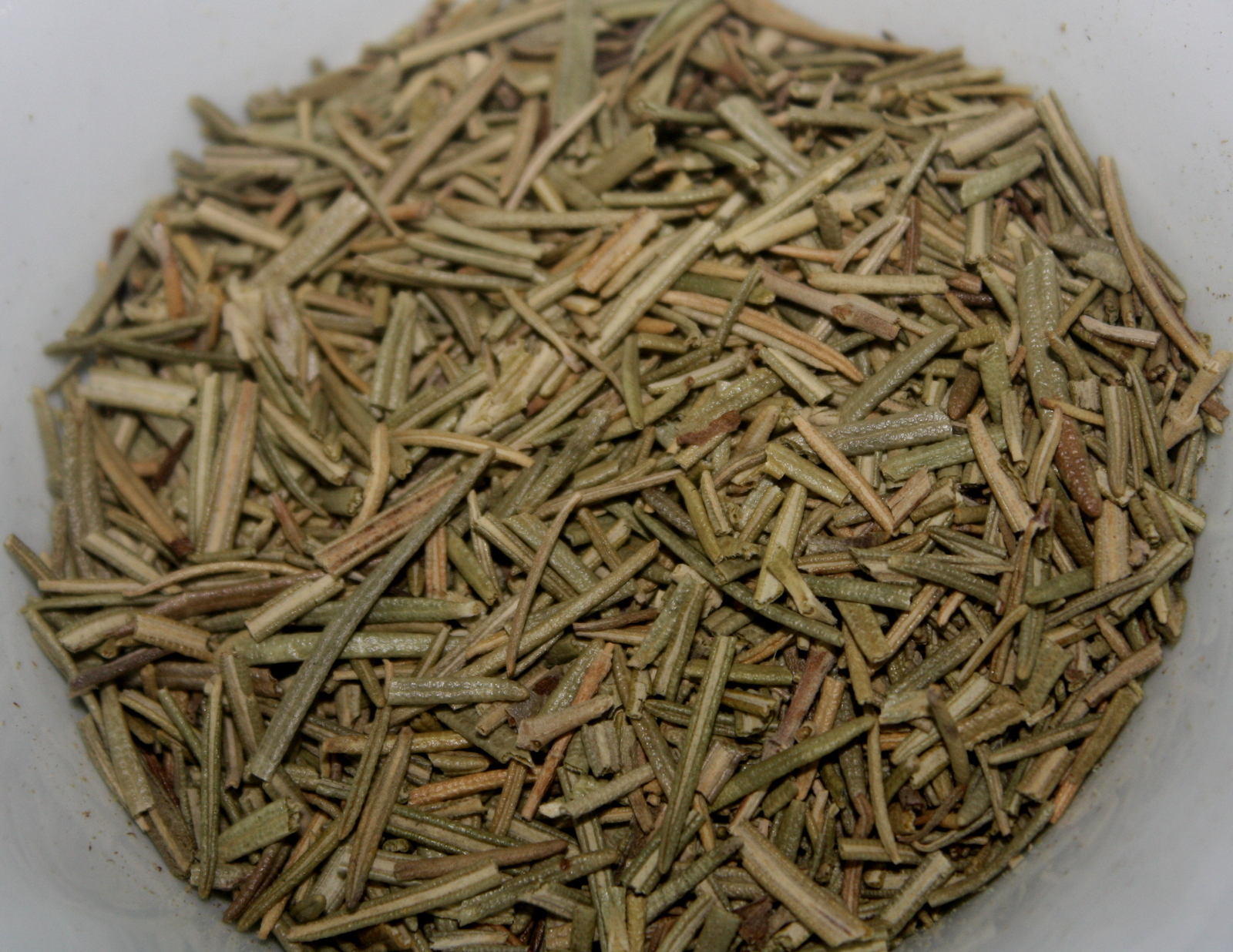
Folhas secas para uso culinário

Fresco (preferencialmente) ou seco, é apreciado na preparação de aves, caça, carne de porco, salsichas, linguiças e batatas assadas. 
Na Itália é amplamente utilizado em assados de carneiro, cabrito e vitela. Em churrascos, recomenda-se espalhar um bom punhado sobre as brasas do carvão aceso, perfumando a carne e difundindo um agradável odor no ambiente. Pode ser utilizado ainda em sopas e molhos.
O alecrim é também usado em pães  e tortas salgadas. A focaccia é um pão tradicional italiano que é coberto com alecrim e azeite.
Devido à estética apresentada por suas folhas, o alecrim também é frequentemente pode ser utilizado na decoração de pratos, tais como risotos, pizzas, saladas e tábuas de frios

## Aplicações medicinais

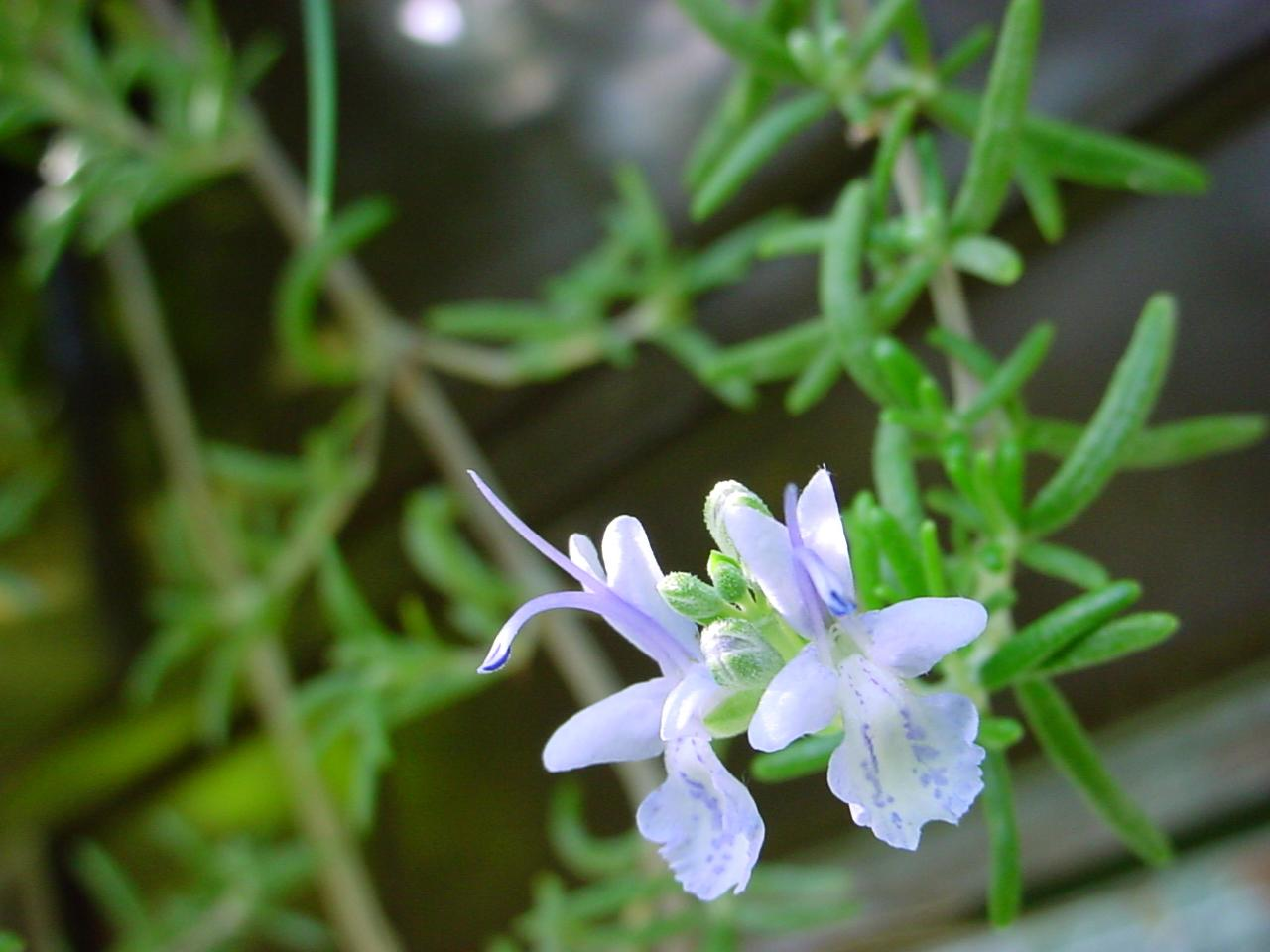
Flor do Alecrim.

A medicina popular recomenda o alecrim como um estimulante às pessoas atacadas de debilidade[carece de fontes?], sendo empregado também para combater as febres intermitentes[carece de fontes?] e a febre tifóide[carece de fontes?].
Uma tosse pertinaz desaparecerá com infusões de alecrim,[carece de fontes?] que também se recomendam a todas as pessoas cujo estômago seja preguiçoso para digerir.[carece de fontes?]
Também apresenta propriedades carminativas, emenagogas, desinfetantes e aromáticas.[carece de fontes?] É ainda relaxante muscular, ativador da memória e fortalece os músculos do coração. Cientistas  dizem que ramos de alecrim deveriam ser dependurados em oficinas e áreas onde crianças fazem tarefas escolares para um melhor funcionamento da memória.[carece de fontes?]
Uma infusão de alecrim faz-se com quatro gramas de folhas por uma chávena de água a ferver. Toma-se depois das refeições.
Possui grande quantidade de hesperidina, um bioflavanóide com efeitos antinociceptivos comprovados contra gota (Integrative Medicine, pp. 612–3).[carece de fontes?]
O alecrim também é útil para tratar problemas de cabelo, rivalizando com o conhecido Minoxidil (inclusive a queda). Resultados, feitos em ratos, sugerem que o extrato da folha de Alecrim inibe a ligação da DHT aos receptores andrógenos quando aplicada nas áreas capilares. Muitos xampus antiqueda costumam incluir o extrato de alecrim em suas fórmulas.

## Utilização
Em templos e igrejas, o alecrim é queimado como incenso desde a antiguidade. Na Igreja Ortodoxa grega, o seu óleo é utilizado até aos nossos dias, para unção. Nos cultos de religiões afro, como umbanda e candomblé, é utilizado em banhos e como incenso.[carece de fontes?]
É muito popular na região norte do Brasil; além de comercializada na maior feira da América Latina,
 na banca de cheiro das erveiras do Mercado do Ver-o-peso (na cidade de Belém do Pará), é o principal ingrediente do Banho de Cheiro encantado, usado na comemoração da festa junina e do reveion no estado do Pará. Prática ritualística que ocorre desde o século XIX, ao qual se atribui o poder de atrair a felicidade, reatar amores e, abrir as portas da prosperidade ao bebedor.
Também presente no Cheiro de Papel, produzido com a infusão de essências vegetais, comercializado no cesto de palha da Vendedora de cheiro, usados para aromatizar roupas guardadas em gavetas e armários. Uma combinação de raízes e paus aromáticos ralados; os ingredientes mais conhecidos são: arruda, cipó-catinga, patchuli, japana, cumaru, alecrim, baunilha, manjerona, açucena, casca preciosa, louro amarelo, jasmim, alfazema e, priprioca.